# Кондаковка
Кондаковка — село в Красноярском районе Астраханской области России. Входит в состав Ватаженского сельсовета. Население — 112 человек (2010).

## География
Село находится в юго-восточной части Астраханской области, в дельте реки Волги, на берегу протоки Кривой Бузан. По территории села протекает ерик Красный, к юго-востоку от него — ерик Кондаковский.
Абсолютная высота 26 метров ниже уровня моря.
Уличная сеть
Ул. имени Зиброва (в честь земляка, уроженца села Тамбовка в Харабалинском районе, Героя Советского Союза Ивана Никифоровича Зиброва (1917—2002)), ул. Мостовая, ул. Набережная, ул. Полевая.
Климат
Умеренный, резко континентальный. Характеризуется высокими температурами летом и низкими — зимой, малым количеством осадков, а также большими годовыми и летними суточными амплитудами температуры воздуха..

## Население
| 2002 | 2010 |
| ---- | ---- |
| 104  | ↗112 |

Национальный и гендерный состав
По данным Всероссийской переписи, в 2010 году численность населения посёлка составляла 112 человек (48 мужчин и 64 женщины, 42,9 и 57,1 %% соответственно)
Согласно результатам переписи 2002 года, в национальной структуре населения казахи составляли 58 %, русские 31 % от общей численности в 105 человек.
| Национальность | Численность (2010) | Процент |
| -------------- | ------------------ | ------- |
| Казахи         | 61                 | 56,5%   |
| Русские        | 24                 | 22,2%   |
| Татары         | 5                  | 4,6%    |
| Ногайцы        | 4                  | 3,7%    |
| Не указана     | 14                 | 13%     |
| Всего          | 108                | 100%    |

## Транспорт
Выезд на автодорогу федерального значения 12А-235 Астрахань — граница с Республикой Казахстан